# Mývatn
Pour l’article homonyme, voir Mývatn Lacus pour le lac de Titan.
Mývatn (« le lac des mouches ») est situé dans le Nord de l'Islande dans les environs du volcan Krafla. L'endroit est connu des ornithologues pour la quinzaine d'espèces de canards qui y nichent à partir d'avril. Il a été aussi marqué par le volcanisme environnant.

## Toponymie
Le nom du lac vient des nuées d'insectes (Chironomidae) dont se nourrissent les canards qui peuplent les bords du lac en été[réf. souhaitée].

## Géographie
La superficie du lac est de 37 km2. Le lac, le Laxá í Aðaldal et les marais alentour constituent une aire protégée depuis 2004 sous le nom d'aire de conservation de Mývatn-Laxá. Le lac, troisième étendue d'eau naturelle du pays, reste gelé six mois de l'année[réf. souhaitée].

## Histoire
C'est l'unique endroit habité des hautes terres et ce depuis l'installation des Vikings[réf. souhaitée], entre les IXe et XXe siècles[précision nécessaire].

## Faune et flore
Du fait de l'abondance de sources aux alentours, l'eau du lac est particulièrement riche en minéraux. Ainsi, de nombreuses algues se développent, ce qui pose la base de la chaîne alimentaire du lac et assure sa richesse de son écosystème, malgré sa latitude élevée. On trouve sur les îlots de nombreuses plantes comme des géranium des bois, angéliques, renoncules et saules nains.

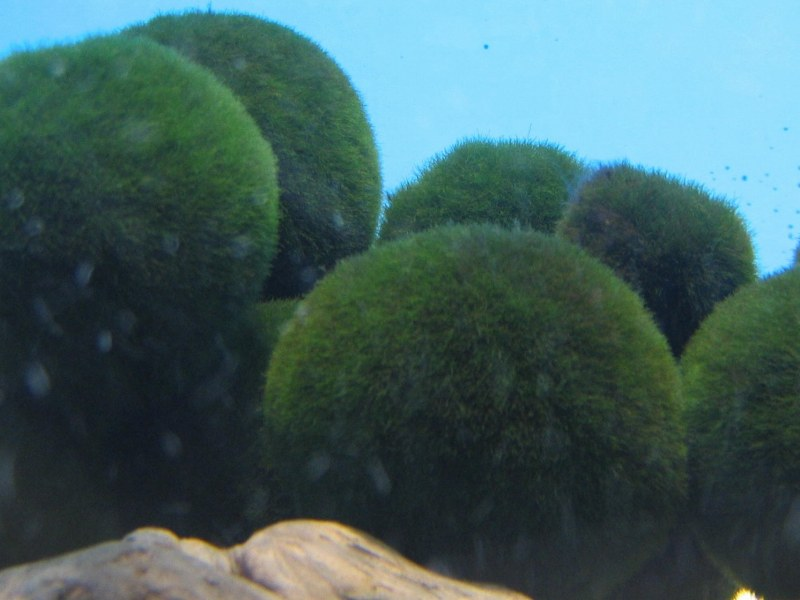
Aegagropila linnaei

Présente au fond de certains lacs de l'hémisphère nord, Aegagropila linnaei ou boule de mousse est une algue verte qui entremêle ses filaments pour former une sphère parfaitement ronde, à l'image d'une boule de pétanque recouverte de mousse reposant au fond de l'eau,.
Dans le lac Mývatn, elle pouvait atteindre 10 à 15 centimètres de diamètre. Dans cette région, elle est aussi surnommée kúluskítur (« boules de merde »), en raison de l'irritation des pêcheurs locaux qui jadis en remontaient en quantité dans leurs filets.
Le lac est surtout réputé pour son extraordinaire population de canards. Le plus caractéristique de la région est probablement le garrot d'Islande. On en dénombre environ 200, qui vivent toute l'année dans le lac, restant dans des trous dans la glace en hiver. C'est aussi dans ce lac que l'on trouve la plus grande population de grèbe esclavon d'Islande avec environ 200 couples. On trouve également des macreuses noires, des canards chipeaux, des arlequins plongeurs, dans des quantités bien supérieures aux autres régions d'Islande. Enfin, la plupart des espèces d'oiseaux d'eau douce présentes en Islande se trouvent aussi au lac Mývatn, tels que le fuligule morillon, le fuligule milouinan, le canard siffleur, plusieurs espèces de Harles et le phalarope à bec étroit
En dehors des canards, quelques cygnes et oies sont souvent observés, ainsi que des lagopèdes alpins, des mouettes rieuses et de sternes arctiques.

## Sites d'intérêt

Plan des pseudo-cratères de Skútustaðagígar.

On trouve beaucoup de sites naturels autour du lac. Dans les eaux mêmes, on peut voir les pseudo-cratères de Skútustaðagígar. Ils ne proviennent qu'indirectement de l'activité  volcanique, car ils ont été créés par des explosions de vapeur qui ont eu lieu lors du contact de la lave avec l'eau du lac. Ces pseudo-cratères, datant de plus de 2 000 ans lors de la dernière éruption du Heiðarsporðar, attirent aujourd'hui un certain nombre de touristes.
Le stratovolcan Hverfjall se trouve également près du lac. Un remarquable panorama sur le lac et les montagnes environnantes est visible depuis son sommet. Son cratère explosif, semblable à ceux de la lune, a servi de base d'entraînement aux astronautes américains avant leur voyage de 1969.

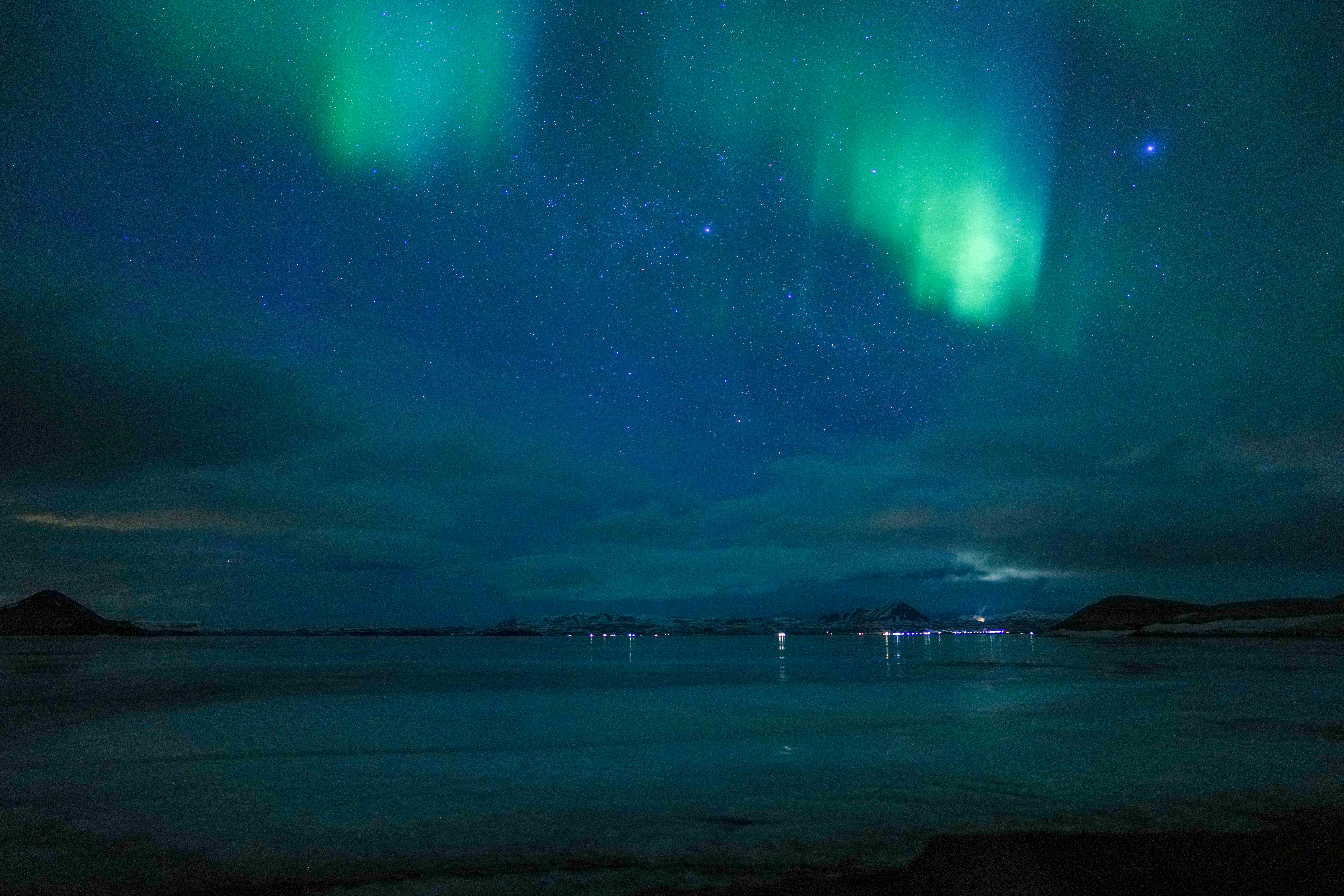
Aurores boréales dans le ciel nocturne de Mývatn.

Une belle vue sur le lac est également accessible depuis le pic du volcan Vindbergjarfjall. Le site de Dimmuborgir présente également des formations de laves spectaculaires. À partir de 1975, les environs ont connu une activité volcanique importante au Krafla qui a culminé avec l'éruption de 1984, quand les fontaines alimentant les coulées de lave faisaient rougeoyer le ciel de Reykjavik pourtant distant de 400 km[réf. souhaitée].
On relève aussi, les sources chaudes Grjótagjá et Stóragjá, utilisées autrefois pour la baignade. Mais ce n'est plus possible à cause de la température devenue trop élevée[réf. souhaitée]. Non loin de ces sources, on peut découvrir un fossé d'effondrement clairement visible dans le sol. Celui-ci correspond à la frontière entre les plaques eurasienne et américaine, à la frontière desquelles se situe l'Islande.

## Production industrielle
Les diatomées, microalgues unicellulaires planctoniques, présentes dans le lac Mývatn et dans ses environs sont une source de production de la diatomitequi est utilisée comme composant pour la filtration, les abrasifs ou comme élément pour stabiliser la dynamite.

## Photographies

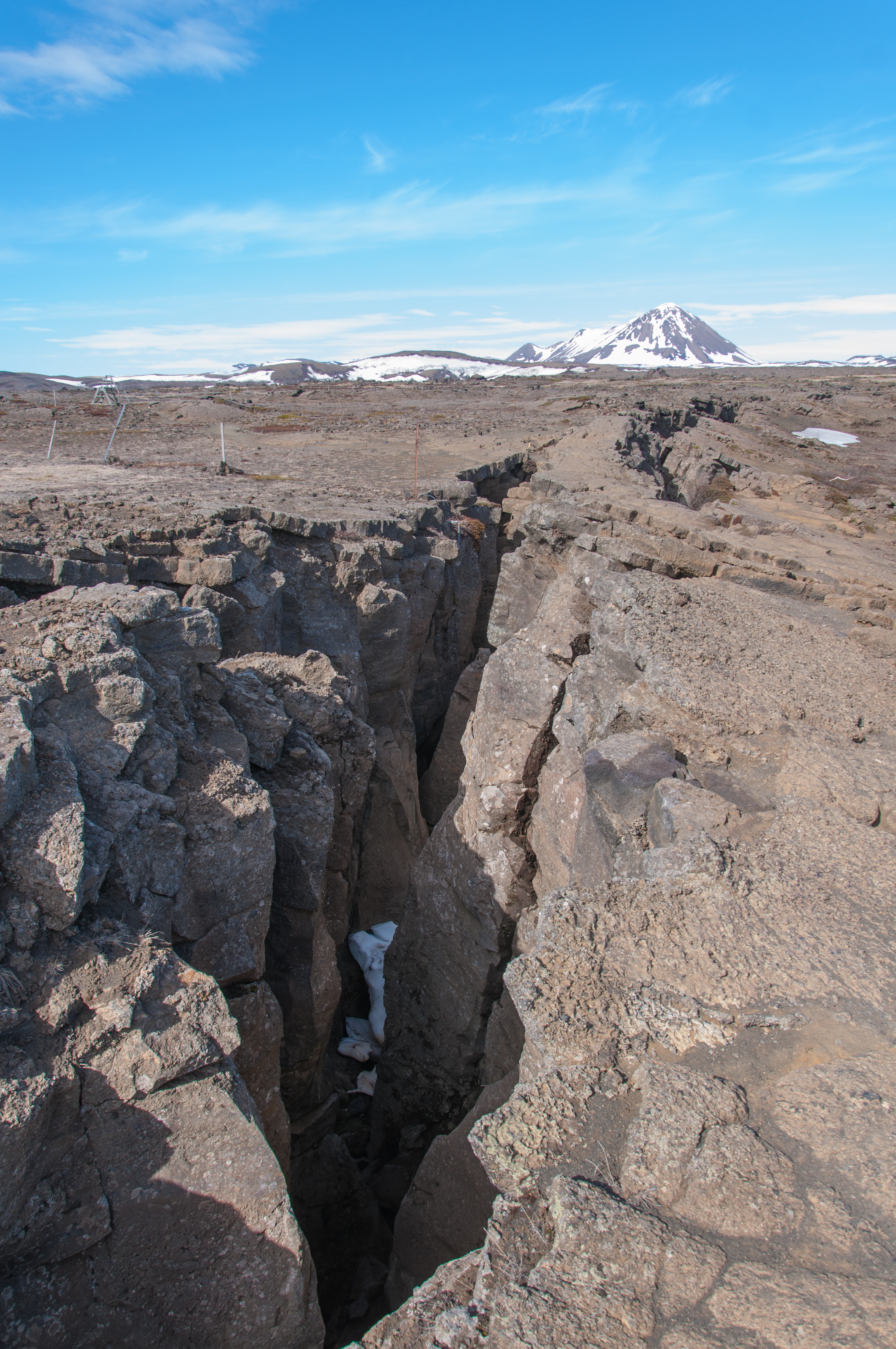
faille passant sur Grjótagjá.
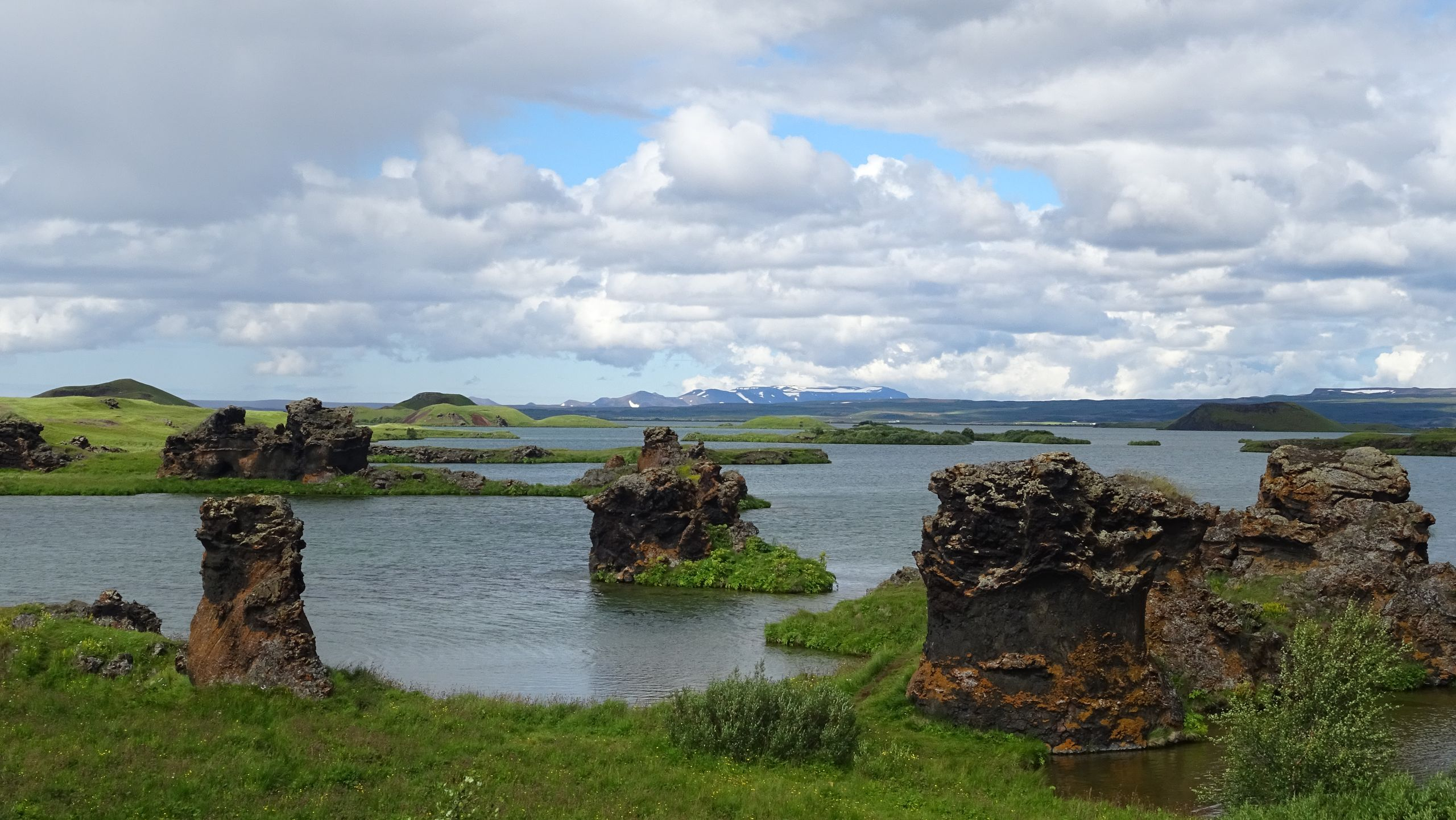
Concretions de lave à Höfði.
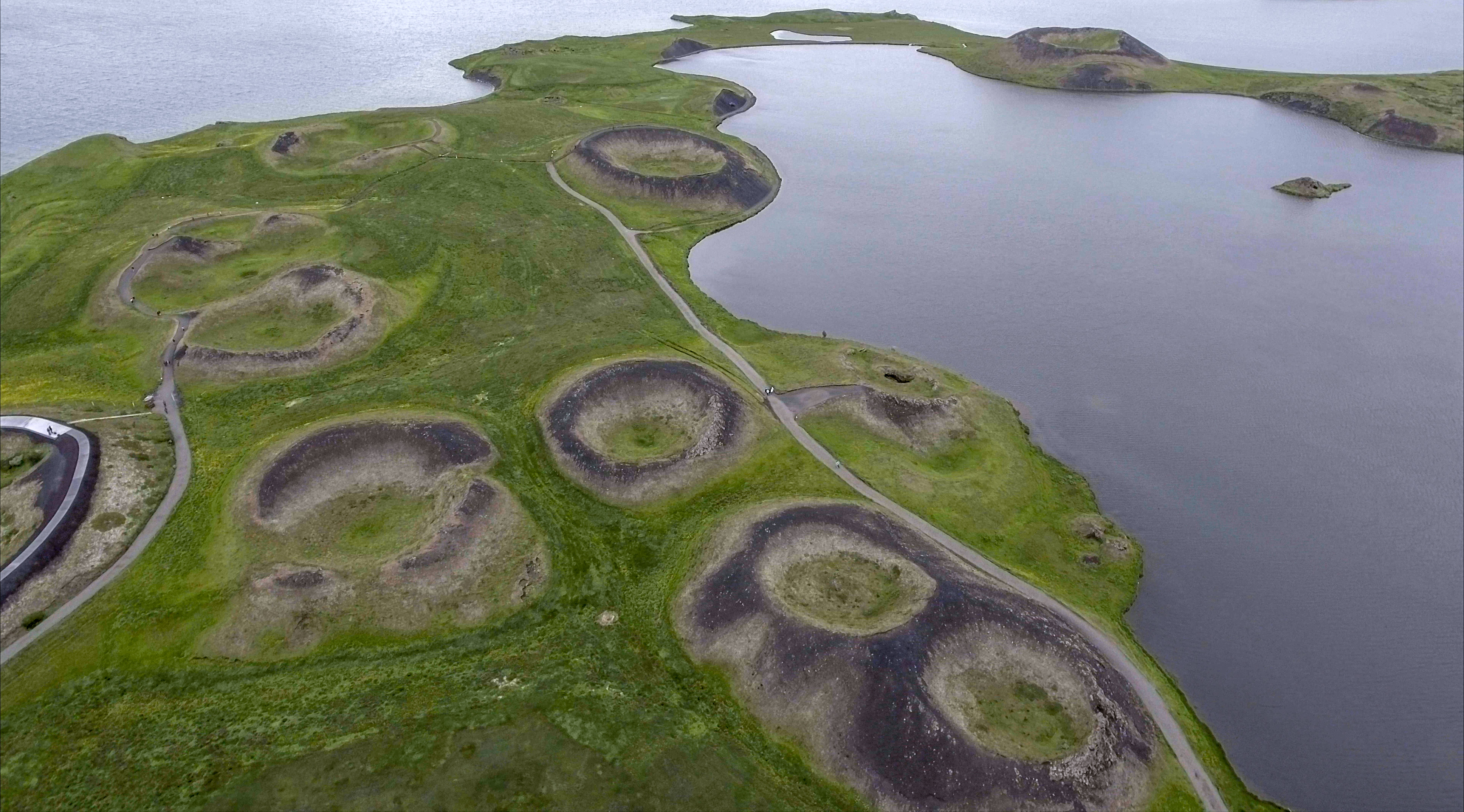
Pseudo-cratères de Skútustaðir
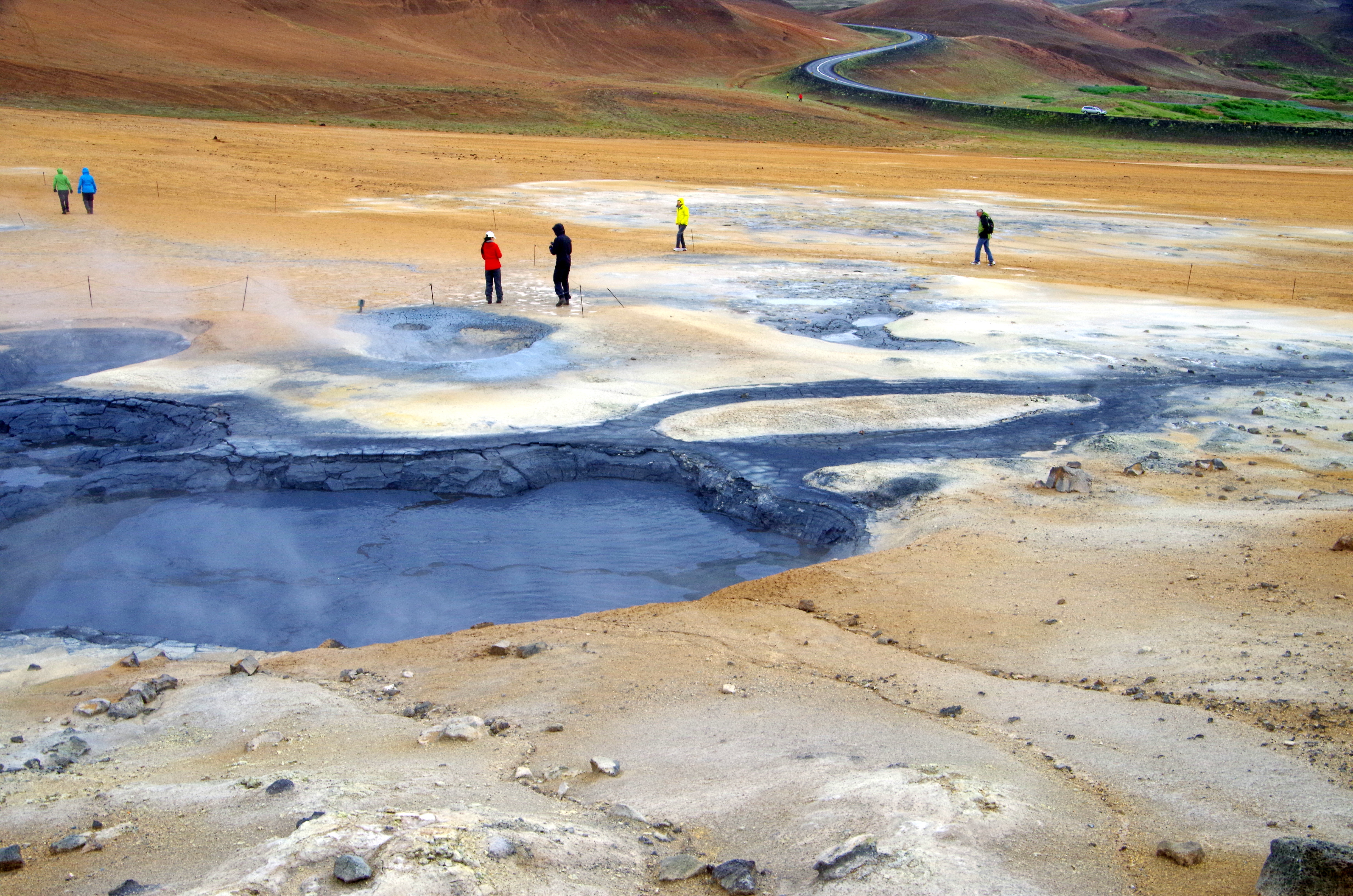
Zone thermale près de Námafjall.R